# Onze-Lieve-Vrouwekerk (Bellingen)

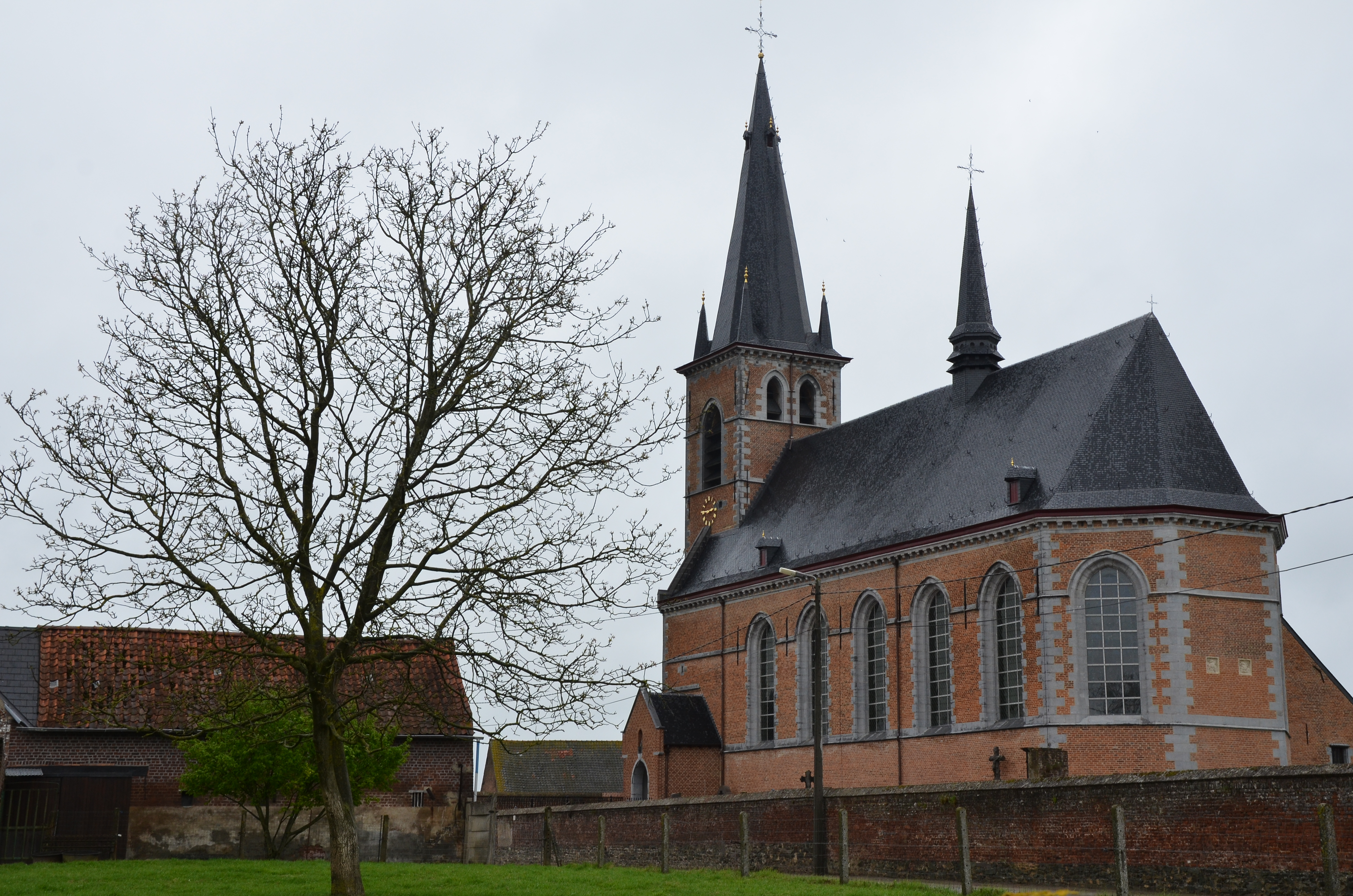
Onze-Lieve-Vrouwekerk

De Onze-Lieve-Vrouwekerk is de parochiekerk van de tot de Vlaams-Brabantse gemeente Pepingen behorende plaats Bellingen, gelegen aan de Cantempréstraat.
Deze laatgotische kerk werd in 1619-1623 gebouwd en was de priorijkerk van de Abdij Cantimpré. Na de Franse Revolutie werd het een parochiekerk.

## Gebouw
De eenbeukige kerk, gebouwd in baksteen en hardsteen, heeft een halfingebouwde toren en een driezijdig afgesloten koor. Op het dak bevindt zich een hoge dakruiter.
Bij de kerk bevindt zich een kerkhof.

## Interieur
Het interieur wordt overkluisd door een kruisribgewelf. Een schilderij uit 1673, door Huibrecht Sporckmans, verbeeldt Maria met Kind en aanbiddende herders. Ook is er een 17e-eeuws beeld van de heilige Drogo.
Veel kerkmeubilair is uit de 18e eeuw in Lodewijk XV- en XVI-stijl, zoals het hoofdaltaar, de communiebank, het koorgestoelte en de preekstoel. Het doksaal is 17e-eeuws en heeft een 17e-eeuws orgel in renaissancestijl waarvan de orgelkast uit ongeveer 1600 stamt. Het doopvont is 17e-eeuws.